# Zalesie (Skierniewice)
Pour les articles homonymes, voir Zalesie.
Zalesie est une localité polonaise de la gmina et du powiat de Skierniewice en voïvodie de Łódź.